# Beck – Okänd avsändare
Beck – Okänd avsändare är en svensk TV-film från 2001. Detta är den femte filmen i den andra omgången med Peter Haber och Mikael Persbrandt i huvudrollerna.

## Handling
En revisor, Nils Adrup, påträffas skjuten på korttidsparkeringen vid Arlanda flygplats. Mannen har varken biljett eller bagage, men Martin Beck upptäcker snart att den mördade hade bokat en enkel biljett till Malaysia. Hans konton var fullständigt tömda; det verkar som om han tänkte lämna landet för gott. Samtidigt med undersökningen arbetar en journalist för högtryck på att avslöja en svindel med atomsopor och EU-bidrag – en sammansvärjning som sträcker sig långt utanför landets gränser.

## Rollista
- Peter Haber – Martin Beck
- Mikael Persbrandt – Gunvald Larsson
- Malin Birgerson – Alice Levander
- Marie Göranzon – Margareta Oberg
- Ingvar Hirdwall – Becks granne Valdemar
- Gustaf Hammarsten – Klas Duvander
- Gunilla Paulsen – Siri Duvander
- Peter Hüttner – Oljelund
- Hanns Zischler – Josef Hillman
- Rebecka Hemse – Inger Beck
- Jimmy Endeley – Robban
- Anders Ahlbom – Erik Tellman
- Pierre Tafvelin – Jan Markelius
- Michael Flessas – Jurij Rostoff
- Robert Sjöblom – Mats Hellgren
- Rakel Wärmländer – Linnea
- Lars Dejert – Nils Adrup
- Annika Hallin – mamma
- Axel Aubert – pappa
- Fredrik Ohlsson – Josef Hillmans svenska röst

## Filmmusik
Musiken som grannen spelar i filmen är ur avslutningen av Robert Schumanns symfoni nr 3 i Ess-dur op. 97 Rhensymfonin.